# Trezze
Trezze est une île de la lagune de Venise, en Italie.
Elle fait partie des îlots de la lagune de Venise qui font partie des Batteries constituant le système défensif construit à l'époque de la République de Venise. 